# Omar Fraile
Omar Fraile Matarranz (Barakaldo, 17 juli 1990) is een Spaans wielrenner die anno 2022 rijdt voor INEOS Grenadiers.

## Palmares

### Overwinningen
2011
Baskisch kampioen tijdrijden, Beloften
2015
Bergklassement Ronde van het Baskenland
Ronde van de Apennijnen
4e etappe Vierdaagse van Duinkerke
 Bergklassement Ronde van Spanje
2016
 Bergklassement Ronde van Spanje
2017
11e etappe Ronde van Italië
2018
5e etappe Ronde van het Baskenland
1e etappe Ronde van Romandië
14e etappe Ronde van Frankrijk
2021
 Spaans kampioenschap wielrennen op de weg
2023
5e etappe Ruta del Sol

### Resultaten in voornaamste wedstrijden
| Jaar | Ronde van Italië | Ronde van Frankrijk | Ronde van Spanje |
| ---- | ---------------- | ------------------- | ---------------- |
| 2015 |                  |                     | 88e              |
| 2016 | opgave           |                     | 69e              |
| 2017 | 65e (1)          |                     | opgave           |
| 2018 |                  | 57e (1)             | 63e              |
| 2019 |                  | 71e                 | 79e              |
| 2020 |                  | 60e                 | 64e              |
| 2021 |                  | 57e                 | opgave           |
| 2022 |                  |                     |                  |
| 2023 |                  | 60e                 | 115e             |
| 2024 |                  |                     |                  |
| 2025 |                  |                     |                  |

| Jaar | Milaan-San Remo | Amstel Gold Race | Luik-Bast.‑Luik | Ronde van Lombardije | Waalse Pijl | Clásica San Sebastián |  | WK op de weg |  | Wereldranglijsten |
| ---- | --------------- | ---------------- | --------------- | -------------------- | ----------- | --------------------- |  | ------------ |  | ----------------- |
| 2015 |                 |                  |                 |                      |             | opgave                |  |              |  |                   |
| 2016 |                 | opgave           | opgave          | opgave               | 154e        |                       |  | opgave       |  | 214e (UWT)        |
| 2017 |                 |                  | 25e             | opgave               |             | opgave                |  |              |  | 135e (UWT)        |
| 2018 |                 | 44e              |                 |                      |             | 24e                   |  | opgave       |  | 99e (UWT)         |
| 2019 |                 | opgave           | 54e             |                      | 94e         | 34e                   |  |              |  | 728e (UWR)        |
| 2020 | 104e            |                  | 19e             |                      | 27e         |                       |  |              |  |                   |
| 2021 |                 | 57e              | 30e             |                      | 58e         |                       |  |              |  |                   |
| 2022 |                 |                  | opgave          |                      | opgave      |                       |  |              |  |                   |
| 2023 |                 |                  | 44e             |                      | 83e         | opgave                |  |              |  |                   |
| 2024 |                 | opgave           | 65e             |                      | opgave      | opgave                |  |              |  |                   |
| 2025 |                 | opgave           |                 |                      |             | 90e                   |  |              |  |                   |

(*) tussen haakjes aantal individuele etappe-overwinningen

### Resultaten in kleinere rondes
| Jaar | Tour Down Under | Parijs-Nice | Tirreno-Adriatico | Ronde van Catalonië | Ronde van het Baskenland | Ronde van Romandië | Critérium du Dauphiné | Ronde van Zwitserland | Ronde van Polen |
| ---- | --------------- | ----------- | ----------------- | ------------------- | ------------------------ | ------------------ | --------------------- | --------------------- | --------------- |
| 2013 |                 |             |                   |                     | 55e                      |                    |                       |                       |                 |
| 2014 |                 |             |                   |                     | 88e                      |                    |                       |                       |                 |
| 2015 |                 |             |                   |                     | 92e                      |                    |                       |                       |                 |
| 2016 |                 |             |                   | opgave              | opgave                   |                    | opgave                |                       | 75e             |
| 2017 |                 | opgave      |                   |                     | 69e                      |                    |                       |                       |                 |
| 2018 |                 | 26e         |                   |                     | 25 (1)                   | opgave (1)         |                       | 67e                   |                 |
| 2019 |                 |             | opgave            | 43e                 |                          |                    | opgave                |                       |                 |
| 2020 | 17e             |             |                   | niet gehouden       | niet gehouden            | niet gehouden      | opgave                | niet gehouden         |                 |
| 2021 | niet gehouden   | 50e         |                   |                     | 71e                      |                    |                       | opgave                |                 |

(*) tussen haakjes aantal individuele etappe-overwinningen

## Ploegen
- 2012 –  Orbea Continental
- 2013 –  Caja Rural-Seguros RGA
- 2014 –  Caja Rural-Seguros RGA
- 2015 –  Caja Rural-Seguros RGA
- 2016 –  Team Dimension Data
- 2017 –  Team Dimension Data
- 2018 –  Astana Pro Team
- 2019 –  Astana Pro Team
- 2020 –  Astana Pro Team
- 2021 –  Astana-Premier Tech
- 2022 –  INEOS Grenadiers
- 2023 –  INEOS Grenadiers
- 2024 –  INEOS Grenadiers
- 2025 –  INEOS Grenadiers

Aberasturi · Bagües · Barbero · Bizkarra · Blázquez · Etxebarria · Fraile · Merino · Orbe · Zabalo · Zuazubiskar
Aramendia · Arroyo · Barbero · Benito · Bilbao · Carthy · Ferrari · Fraile · Gonçalves · Grijalba · Lasca · Madrazo · Mas · Molina · Pardilla · Parra · Prades · Sáez · Txurruka · Vilela · Jiménez (stagiair) · Murphy (stagiair) · Rosón (stagiair)
Antón · Berhane · Boasson Hagen · Bos · Brammeier · Cavendish · Cummings · Debesay · Dougall · Eisel · Farrar · Fraile · Haas · J.Janse van Rensburg · R.Janse van Rensburg · Jim · Kudus · Meyer · Niyonshuti · Pauwels · Reguigui · Renshaw · Sbaragli · Siwtsow · Teklehaimanot · Thomson · Venter · van Zyl · Eyob (stagiair) · Gebreigzabhier (stagiair) · Gibbons (stagiair)
Antón · Berhane · Boasson Hagen · Cavendish · Cummings · Debesay · Dougall · Eisel · Farrar · Fraile · Gibbons · Haas · J. Janse van Rensburg · R. Janse van Rensburg · King · Kudus · Morton · Niyonshuti · O'Connor · Pauwels · Reguigui · Renshaw · Sbaragli · Teklehaimanot · Thomson · Thwaites · Venter · van Zyl · Dlamini (stagiair) · Eyob (stagiair) · Gebreigzabhier (stagiair)
Bilbao · Bïjigitov · Cataldo · Cort · De Vreese · Fominykh · Fraile · Fuglsang · Gatto · Gïdïç · Groezdev · Hansen · Hirt · Houle · Hryvko · Kangert · Korsæth · Loetsenko · López · Minali · Moser · Qojatajev · Sánchez · Stalnov · Tlewbajev · Tsjernetski · Valgren · Villella · Zacharov · Zejts
Ballerini · Bilbao · Bïjigitov · Boaro · Bohórquez · Cataldo · Contreras · Cort · De Vreese · Fominykh · Fraile · Fuglsang · Gïdïç · Gregaard · Groezdev · Hirt · Houle · G. Izagirre · J. Izagirre · Kudus · Loetsenko · López · Natarov · Sánchez · Stalnov · Villella · Zacharov · Zejts
Aranburu · Bïjigitov · Boaro · Bohórquez · Contreras · De Vreese · Felline · Fominykh · Fraile · Fuglsang · Gïdïç · Gregaard · Groezdev · Houle · G. Izagirre · J. Izagirre · Kudus · Loetsenko · López · Martinelli · Natarov · Pronskïÿ · Rodríguez · Sánchez · Stalnov · Tejada · Vlasov · Zacharov
Aranburu · Battistella · Boaro · Broesenski · Contreras · de Bod · Fjodorov · Felline · Fraile · Fuglsang · Gïdïç · Gregaard · Groezdev · Houle · G. Izagirre · J. Izagirre · Kudus · Loetsenko · Martinelli · Natarov · Perry · Piccolo tot 31 mei · Pronskïÿ · Rodríguez · Romo · Sánchez · Sobrero · Stalnov · Tejada · Vlasov · Zacharov
Amador · Bernal · Carapaz  · Castroviejo · De Plus · Dunbar · Fraile · Ganna   · Geoghegan Hart · E. Hayter · Heiduk · Kwiatkowski · Martínez · Narváez · Pidcock · Plapp · Porte ·  Puccio · Rivera · Rodriguez · Rowe · Sheffield · Sivakov · Swift · Thomas · Tulett · Turner · Van Baarle · Viviani · Wurf · Yates · L. Hayter (stagiair)